# Rykowe
Rykowe (ukrainisch Рикове; russisch Риково Rikowo) ist eine Siedlung städtischen Typs in der ukrainischen Oblast Cherson mit etwa 3500 Einwohnern (2014).

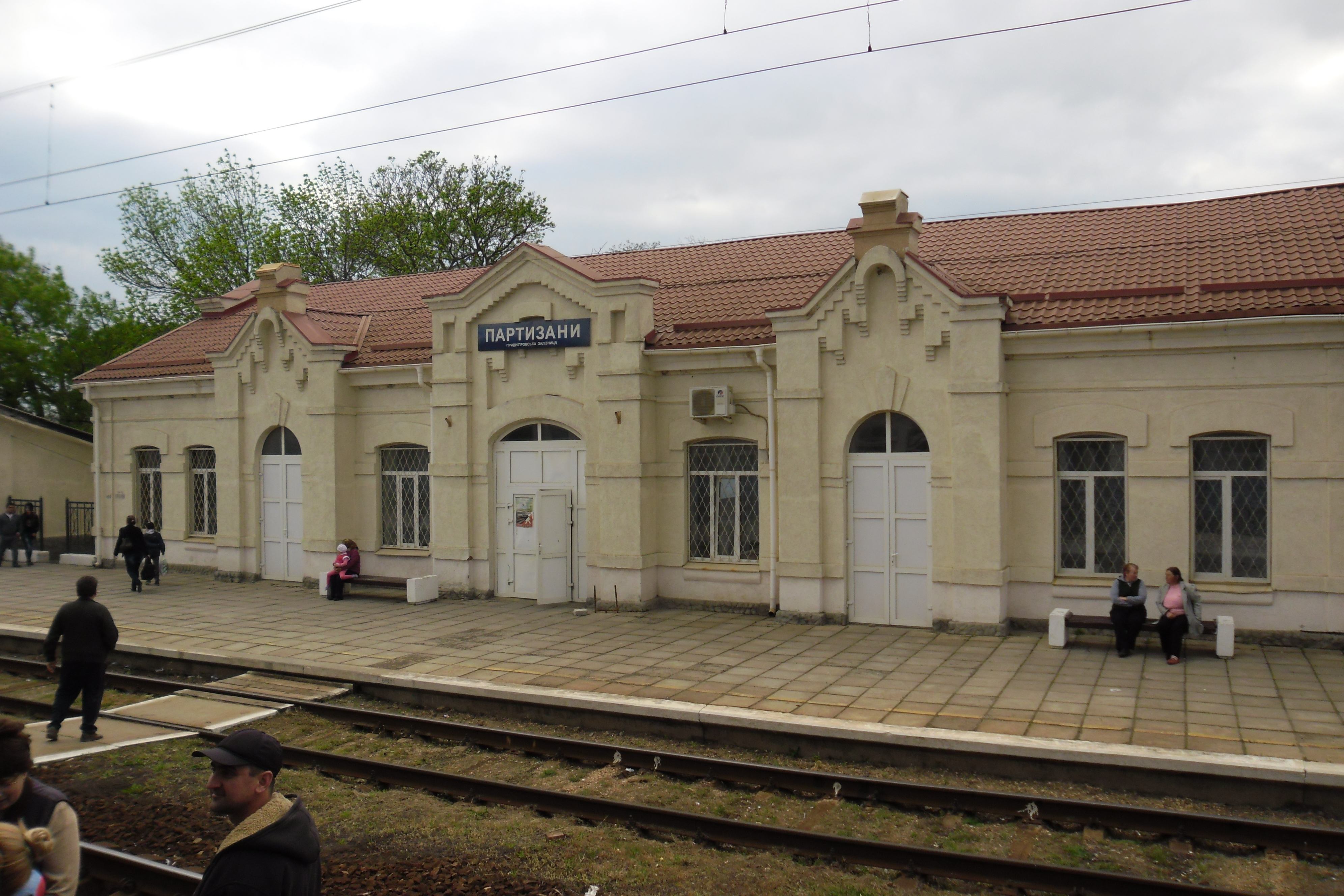
Bahnstation im Ort

Der Ort liegt im Rajon Henitschesk 26 km nördlich vom Rajonzentrum Henitschesk und etwa 205 km östlich der Oblasthauptstadt Cherson an der Territorialstraße T–22–09 und der Bahnstrecke Sewastopol–Charkiw. Er wurde 1874 gegründet und trug zwischen 1930 und dem 12. Mai 2016 den Namen Partysany (ukrainisch Партизани; russisch Партизаны/Partisany). Rykowe erhielt 1960 den Status einer Siedlung städtischen Typs.
Am 12. Juni 2020 wurde die Siedlung ein Teil der neugegründeten Stadtgemeinde Henitschesk, bis dahin bildete sie zusammen mit den Dörfern Dohmariwka (Догмарівка), Hajowe (Гайове) und Moskalenka (Москаленка) die gleichnamige Siedlungratsgemeinde Partysany (Партизанська селищна рада/Nowooleksijiwska selyschtschna rada) im Zentrum des Rajons Henitschesk.